# Championnat du Maroc de football 1933-1934
Navigation
Édition précédente Édition suivante
La saison 1933-1934 de la Ligue du Maroc de Football Association, est la 19e édition du championnats du Maroc de football (Division Honneur et Division Pré-honneur).
L'US Marocaine remporte son 6e sacre de champion du Maroc Division Honneur avec un total de 36 points, et se qualifie pour la 3e fois au Ligue des champions de l'UNAF.

## Calendriers de la saison

### Calendrier de la Division Honneur
- Clubs de la Division Honneur :

La Division Honneur représente le plus haut niveau de la Ligue du Maroc de Football Association, l'équivalent de l'élite pour cette ligue. Elle est constituée de douze clubs qui s'affrontent à la fois pour le titre de "Champion de la Division Honneur" et celui de "Champion du Maroc", puisqu'il s'agit du plus haut degré.
Les clubs qui la constituent sont :
- Calendrier de la Ligue du Maroc pour la Division Honneur :

### Calendrier de la Première Division (Groupe Nord)
- Clubs de la Première Division (Groupe Nord) :

- Calendrier de la Ligue du Maroc pour la Première Division (Groupe Nord) :

### Calendrier de la Première Division (Groupe Sud)
- Clubs de la Première Division (Groupe Sud) :

- Calendrier de la Ligue du Maroc pour la Première Division (Groupe Sud) :

## Résultats des championnats

### Division d'Honneur

#### Classement
Le barème de points servant à établir le classement se décompose ainsi :
- Victoire : trois points ;
- Match nul : deux points ;
- Défaite : un point.

| Rang | Équipe             | Pts | J  | G  | N | P | Bp | Bc | Diff |
| ---- | ------------------ | --- | -- | -- | - | - | -- | -- | ---- |
| 1    | US Marocaine T     | 34  | 14 | 10 | 0 | 4 | 45 | 16 | +29  |
| 2    | Stade MC           | 30  | 14 | 7  | 2 | 5 | 38 | 29 | +9   |
| -    | RC Marocain        | 30  | 14 | 6  | 4 | 4 | 24 | 15 | +9   |
| 4    | OM R'bati          | 28  | 14 | 7  | 1 | 5 | 28 | 22 | +6   |
| -    | SA Marrakech P CdT | 27  | 14 | 5  | 3 | 6 | 29 | 32 | -3   |
| 6    | ASPTT Casablanca V | 27  | 14 | 6  | 1 | 7 | 20 | 28 | -8   |
| 7    | US Athlétique      | 26  | 14 | 6  | 0 | 8 | 25 | 34 | -9   |
| 8    | SCC Roches Noires  | 23  | 14 | 2  | 5 | 7 | 18 | 29 | -11  |

|  | Champion du Maroc de la Division d'Honneur 1933-1934 Qualification en Ligue des champions de l'ULNA 1934        |
|  | Vice-champion du Maroc de la Division d'Honneur 1933-1934                                                       |
|  | Vainqueur de la coupe du Maroc Qualification en Coupe des coupes de l'ULNA 1934                                 |
|  | Participation au barrage de promotion-relégation                                                                |
|  | (T) Tenant du titre (V) Vice-champion en titre (CdT) Vainqueur de la coupe du Maroc (P) Club promu de Promotion |

### Première Division

#### Phase de groupe

##### Groupe Sud
L'Association Sportive de Marrakech termine champion de la poule Sud et se qualifie pour la poule finale.

#### Phase finale
L'AS Marrakech et l'Association Sportive Football de Tanger ASF Tanger terminent à égalité de points cette année et ne se sont pas départagés pour le titre de champion. On peut considérer que les deux clubs sont champions. Cette situation va bouleverser le système des barrages cette saison qui se jouera sur plusieurs manches car habituellement le 1er de Première Division affrontait le 9e de Division d'Honneur et le 2e affrontait le 10e.
Le barème de points servant à établir le classement se décompose ainsi :
- Victoire : trois points ;
- Match nul : deux points ;
- Défaite : un point.

| Rang | Équipe       | Pts | J | G | N | P | Bp | Bc | Diff |
| ---- | ------------ | --- | - | - | - | - | -- | -- | ---- |
| 1    | AS Marrakech | 9   |   |   |   |   |    |    |      |
| -    | ASF Tanger   | 9   |   |   |   |   |    |    |      |
| -    | ASTF Meknès  | 8   |   |   |   |   |    |    |      |
| -    | USC Maroc    | 8   |   |   |   |   |    |    |      |
| 5    | IC Marocain  |     |   |   |   |   |    |    |      |

|  | Champion Première Division 1933-1934 Qualification aux barrages pour la montée en Division d'Honneur |

## Barrages

### Accession en Division d'Honneur
Le fonctionnement des barrages est cette saison différent des années précédentes. Le classement de Première Division semble en être la cause. Les barrages se jouent non pas sur des matchs aller-retour entre deux équipes mais plutôt sur trois manches. Les deux équipes qui réussissent à remporter deux matchs sont automatiquement déversées en Division d'Honneur tandis que celles qui perdent deux matchs sont reléguées en Première Division. Les vainqueurs d'un côté et les perdants de l'autre, s'opposent lors de la seconde manche. Le vainqueur du match entre les deux premiers vainqueurs est automatiquement qualifié en DH, tandis que le perdant du match des perdants est éliminé. La troisième manche oppose les deux restantes.
- Première manche des barrages de Division d'Honneur:

| Date        | Équipe 1          | Résultat | Équipe 2      | Lieu         |
| ----------- | ----------------- | -------- | ------------- | ------------ |
| 14 mai 1934 | SCC Roches Noires | 3 - 1    | AS Marrakech  | Casablanca   |
| 14 mai 1934 | ASF Tanger        | 3 - 1    | US Athlétique | Port-Lyautey |

La première manche des barrages opposent donc les deux derniers de Division d'Honneur aux deux premiers de Première Division. La première rencontre opposant le SCC Roches Noires à l'AS Marrakech termine par une victoire 3 buts à 1 du SCCRN, club de DH à Casablanca. La seconde rencontre tourne cette fois-ci à l'avantage du club de Première Division qu'est l'Association Sportive Football de Tanger " ASF Tanger qui bat 3-1 l'US Athlétique à Port-Lyautey. La prochaine manche oppose l'ASM à l'USA, et l'ASTF au SCCRN. Les deux vaincus l'ASM et l'USA n'ont plus le droit à l’échec pour les deux manches suivantes, tandis que l'ASTF et le SCCRN peuvent se permettre une défaite mais une victoire dès la seconde manche qualifiera immédiatement l'un des deux clubs.
- Seconde manche des barrages de Division d'Honneur:

| Date        | Équipe 1          | Résultat      | Équipe 2     | Lieu       |
| ----------- | ----------------- | ------------- | ------------ | ---------- |
| 20 mai 1934 | SCC Roches Noires | ? - ? (a. p.) | ASF Tanger   | Rabat      |
| 21 mai 1934 | US Athlétique     | 3 - 0         | AS Marrakech | Casablanca |

Le SCC Roches Noires et l'ASF Tanger qui ont remporté leurs premiers matchs s'affrontent. Le vainqueur est officiellement qualifié pour la saison prochaine en Division d'Honneur. Le match qui a lieu à Rabat le 20 mai 1934 se termine par un match dans lequel les prolongations n'ont rien donné. Le match est à rejouer pour la semaine suivante.
De l'autre côté, le match opposant les deux perdants de la première manche est la rencontre à ne pas perdre. La perdant est écartée de la montée. Le gagnant gagne le droit d'affronter le perdant de l'autre match de la seconde manche, pour la troisième manche décisive. L'US Athlétique qui joue à domicile étrille 3 buts à 0 l'AS Marrakech, qui est officiellement éliminée.
| Date        | Équipe 1   | Résultat      | Équipe 2          | Lieu         |
| ----------- | ---------- | ------------- | ----------------- | ------------ |
| 27 mai 1934 | ASF Tanger | 1 - 1 (a. p.) | SCC Roches Noires | Port-Lyautey |

Le match à rejouer opposant l'ASF Tanger et le SCC Roches Noires à Port-Lyautey, se termine à nouveau par un nul 1-1, malgré les prolongations. L'ASTF qui ouvre le score à la 7e minute est rattrapée par le SCCRN à la 25e minute. Une nouvelle rencontre est programmée pour la semaine prochaine.
| Date        | Équipe 1   | Résultat | Équipe 2          | Lieu         |
| ----------- | ---------- | -------- | ----------------- | ------------ |
| 3 juin 1934 | ASF Tanger | 0 - 1    | SCC Roches Noires | Port-Lyautey |

La troisième rencontre tourne enfin à l'avantage d'une équipe, le SCCRN bat 1 but à 0 l'ASTF, et donc se maintient en Division d'Honneur. L'ASTF est toujours en lice et devra affronter l'USA.
- Troisième manche des barrages de Division d'Honneur:

| Date         | Équipe 1      | Résultat | Équipe 2   | Lieu  |
| ------------ | ------------- | -------- | ---------- | ----- |
| 10 juin 1934 | US Athlétique | 1 - 2    | ASF Tanger | Rabat |

La troisième et dernière manche opposant l'USA et l'ASTF à Rabat tourne à l'avantage des cheminots de Tanger qui valident leur montée en Division d'Honneur grâce à une victoire sur le score de 2-1. L'USA est donc relégué en Première Division.

### Accession en Première Division
| Date         | Équipe 1  | Résultat | Équipe 2     | Lieu |
| ------------ | --------- | -------- | ------------ | ---- |
| 8 avril 1934 | ASPTT Fès | 1 - 2    | US Petitjean | Fès  |

Les barrages pour l'accession en Première Division opposent le dernier du championnat de Première Division, l'ASPTT Fès, au champion de Promotion, l'US Petitjean, dans un match unique disputé à Fès. Le vainqueur de ces barrages évoluera la saison prochaine en Première Division, 2e niveau dans la hiérarchie de la LMFA.
Le match a lieu le 8 avril 1934. À la surprise de tous, l'US Petitjean remporte la victoire sur les postiers de l'ASPTT Fès sur le score de 2 buts à 1.

## Palmarès[11]
Championnats
- Division d'Honneur :
  - Équipe première : US Marocaine
  - Équipe réserve : US Marocaine
  - Équipe seconde : US Marocaine
  - Équipe troisième : US Athlétique
  - Équipe quatrième : SA Marrakech
- Première Division :
  - Équipe première : ASF Tanger et AS Marrakech
  - Équipe réserve : US Fès
  - Équipe juniors : RCC Roches-Noires
  - Équipe minimes : OM Rabat

Coupe du Maroc
- Finale : SA Marrakech 2-1 Racing AC

Supercoupe
- 16 septembre 1934 : US Marocaine 2-2 CS Marocain